# Martin Gundlach
Martin Gundlach (* 11. Juni 1965) ist ein deutscher Gymnasiallehrer, Journalist, Schriftsteller und Redaktionsleiter im SCM Bundes-Verlag.

## Leben
Gundlach arbeitete als Gymnasiallehrer für Deutsch und Geschichte in der Nähe von München, bevor er 1994 zum SCM Bundes-Verlag nach Witten wechselte. Er gründete die Kinderzeitschrift "Kläx" und arbeitete in der Redaktion der Jugendzeitschrift "dran" und ab 2001 als Chefredakteur der Zeitschrift "family". Seit 2006 verantwortet er als Redaktionsleiter die Inhalte der Magazine.
Er ist Referent bei den Impulstagen im „Jahr der Dankbarkeit“ 2015 der Stiftung Marburger Medien in Kooperation mit SCM Bundes-Verlag, Gerth Medien und ERF und engagiert sich ehrenamtlich in der Freien evangelischen Gemeinde in Witten.

## Privates
Gundlach lebt mit seiner Frau Anja und seinen drei Töchtern in Wetter an der Ruhr.

## Veröffentlichungen
- Komm, Herr Jesus, sei mehr als ein Gast: Glauben leben in der Familie, SCM R. Brockhaus, 2005, ISBN 978-3-417-24911-8.
- Mein Leben: Erlebnisse. Erinnerungen. Erfahrungen. Alles über mich., SCM Collection, 2010, ISBN 978-3-7893-9452-2.
- Das Predigtmitschreibbuch, SCM R.Brockhaus, 2012, ISBN 978-3-417-26470-8.
- Töchterglück und Alltagswahnsinn: 13 Töchterväter über ihr Leben in einem Frauenhaushalt, SCM Collection, 2013, ISBN 978-3-7893-9671-7.

als Mitautor
- mit Anja Gundlach: Das Family-Gebete-Buch (Illustration: Thees Carstens), SCM Hänssler, Holzgerlingen 2006, ISBN 978-3-7751-4127-7.
- mit Ulrich Eggers: treue.liebe. Das Buch, das Partnerschaften stark macht, SCM Hänssler 2008, ISBN 978-3-7751-4964-8.
- mit Anja Gundlach: Das family-Liederbuch: Die schönsten Lieder zum Mitsingen für alle Gelegenheiten, SCM Hänssler, 2. Aufl. 2008, ISBN 978-3-7751-4081-2.
- mit Bianka Bleier: Die 100 wichtigsten Fragen zum Leben: finden Sie hier..., SCM Collection, Witten 2011, ISBN 978-3-7893-9479-9.
- mit Bianka Bleier: Eltern werden!: Willkommen im neuen Leben, SCM Collection, Witten 2011, ISBN 978-3-7893-9470-6.
- mit Bianka Bleier: Aufblühen in der Lebensmitte!, SCM Hänssler, 2011, ISBN 978-3-7751-5449-9.
- mit Anja Gundlach: Das Gebetebuch für die ganze Familie, SCM R.Brockhaus, Witten 2011, ISBN 978-3-417-26417-3.
- mit Anja Gundlach: Erzähl mir dein Leben, Papa!: Fragen an den besten aller Väter, SCM Collection 2. Aufl. 2011, ISBN 978-3-7893-9418-8.
- mit Bianka Bleier: Das ist dein Buch. Von der Geburt bis zum 18. Lebensjahr, SCM Collection, 2012, ISBN 978-3-7893-9598-7.
- mit Anja Gundlach: Das Liederbuch für die ganze Familie, SCM R. Brockhaus, 2013, ISBN 978-3-417-28550-5.
- mit Anja Gundlach: Erzähl mir dein Leben, Mama!, SCM Collection, 4., Aufl. 2014, ISBN 978-3-7893-9419-5.
- mit Anja Gundlach: Die Entdeckung der Dankbarkeit, SCM Collection, 2015, ISBN 978-3-7893-9770-7.
- mit Anja Gundlach: Danke! Ein kleines Wort verändert Ihr Leben, SCM R. Brockhaus, 2015, ISBN 978-3-417-26658-0.

als Herausgeber
- Das haben meine Eltern gut gemacht!: Was ich als Kind gelernt habe – und meiner Familie weitergeben will, SCM R. Brockhaus, Wuppertal 2004, ISBN 978-3-417-24870-8.
- Jahrgang 1965: Der (fast) geburtenstärkste Jahrgang beschreibt sein Lebensgefühl, SCM R. Brockhaus, Wuppertal 2005, ISBN 978-3-417-24895-1.
- Mein kleiner frommer Schaden: Bekannte Christen schreiben über die Macken der heil[ig]en Welt, SCM R. Brockhaus, Wuppertal 2006, ISBN 978-3-417-24932-3.
- Jahrgang 1956: Zwischenbilanz zum Fünfzigsten, SCM R. Brockhaus, Wuppertal 2006, ISBN 978-3-417-24907-1.
- Jahrgang 1967: 14 Zwischenbilanzen zum Vierzigsten, SCM R. Brockhaus, Wuppertal 2007, ISBN 978-3-417-24960-6.
- Es gibt ein Leben nach der 40: 13 Zwischenbilanzen zum Vierzigsten, Brockhaus R. Verlag, Witten 2008, ISBN 978-3-417-26231-5.
- Erzähl mir dein Leben: Ein Fragebuch an Oma und Opa, SCM Collection, 2008, 9. Aufl. 2014, ISBN 978-3-7893-9323-5.
- Wir waren immer viele: Die geburtenstärksten Jahrgänge 1964-67 werden 50, SCM Collection, 2013, ISBN 978-3-7893-9670-0.
- Erzähl mir dein Leben – Edition LaVita: Ein Fragebuch an Oma und Opa, SCM Collection, 2014, ISBN 978-3-7893-5111-2.
- Unser Familienbuch (jährl. Album), SCM Collection, aktuelle Auflage 2015, ISBN 978-3-7893-4721-4.